# ديك هوارد (منافس ألعاب قوى)
ديك هوارد (بالإنجليزية: Dick Howard)‏ هو منافس ألعاب قوى أمريكي، ولد في 22 أغسطس 1935 في أوكلاهوما سيتي في الولايات المتحدة، وتوفي في 9 نوفمبر 1967 في هوليوود في الولايات المتحدة بسبب جرعة زائدة.

## وصلات خارجية
- ديك هوارد على موقع اللجنة الأولمبية الدولية (الإنجليزية)
- ديك هوارد على موقع أوليمبيديا (الإنجليزية)